# Пропаганда в Білорусі
Пропаганда в Білорусі — один із засобів репресивного здійснення влади режимом Лукашенка. Зокрема, державні ЗМІ, такі як «Білорусь 1», що належить Національної державної телерадіокомпанії Республіки Білорусь (Белтелерадіокомпанії), але також навчальні заклади використовуються для пропаганди.

## Ситуація зі ЗМІ в Білорусі, мети державної пропаганди
Всупереч встановленню свободи слова в статті 33 Конституції Білорусі 1996 року, режим Лукашенка обмежує це іншими законами та репресіями. Уряд підтримує державні ЗМІ, такі як «Білорусь 1», які вже давно використовуються для пропаганди, і, завдяки їх широкій присутності в інформаційному просторі, здійснює прямий контроль над медіапейзажем та розповсюдженням інформації відповідно. Це робить людей у Білорусі вразливими до державної пропаганди, оскільки вони мають невеликий доступ до альтернативних та незалежних ЗМІ. Основна мета пропаганди — збереження влади, поширення ідеології та популяризація Олександра Лукашенка. Зокрема, пропаганда намагається створити відчуття, що держава, уряд і Лукашенко — це одне ціле. Основна увага до Лукашенко сильніша, ніж до глав держав СРСР.
Характер пропагандистської системи сягає радянських часів. Лукашенко представлений як неодмінний батько нації та гарант стабільності. Спорт відіграє важливу роль у висвітленні подій як джерело патріотизму.
У школах, коледжах та університетах продовжується значна індоктринація: студенти отримують однобічні повідомлення про історію та сучасну політичну ситуацію. Через побоювання Лукашенко, що професори поширюють крамольні ідеї про плюралізм, демократію і лібералізм, в 2003 році у ЗВО було введено проросійський і прорадянський обов'язковий курс «Основи ідеології білоруської держави». У пропаганді, зокрема, західні держави та їх асоціації, такі як США, НАТО, а також Польща та весь Європейський Союз, розглядаються як ворожі. Щоб мати можливість працювати в державному апараті, потрібно пройти ідеологічні випробування.

## Приклади пропаганди та цілеспрямованого спотворення інформації
Під час пандемії COVID-19 у Білорусі Лукашенко принизив небезпеку ситуації, а повідомляти про епідемію спочатку не дозволялося.
Державні ЗМІ на тлі протестів з 2020 року не тільки в авторських передачах, але вже і в новинах стали активно вдаватися до містифікацій, використовувати стилістично марковані слова і навішувати ярлики – результат інтоксикації їх співробітників власної пропагандою, на думку журналіста Павлюка Биковського. East StratCom Task Force зазначила як приклад передачі Григорія Азаренка на каналі «СТВ», в яких дезінформація супроводжується мовою ворожнечі.
Згідно з білоруською пропагандою, масові акції протесту в 2020 році — це дії, контрольовані Заходом. Сам Лукашенко заявив у серпні 2020 року, що Захід мав на меті анексувати Гродненську область. За його словами, у регіоні вже вивішувались польські прапори.
Пропаганда в Білорусі фальсифікує насильство міліції щодо демонстрантів і, серед іншого, намагається послабити протестний рух шляхом дезінформування; крім того, цілеспрямовано використовуються інші методи, такі як арешти членів опозиції, таких як члени Координаційної ради.
Незабаром після затримання 15 вересня 2020 року Степана Латипова по «Білорусь 1» показали сюжет, в якому з посиланням на МВС стверджувалося, що житель «Площі Змін» збирався застосувати отруту проти силовиків, але в кінцевому повідомленні Слідчого комітету про завершення розслідування ця версія була відсутня.
В кінці вересня 2020 року в ефірі «Білорусь 1» були показані свідчення від групи людей, яким нібито заплатили координатори за участь в протестах. За свідченнями одного з потерпілих, 29 вересня 2020 року в РВВС Першотравневого району Мінська Микола Карпенків знімав відеоролики, згодом і показані по «Білорусь 1», особисто і командував групою силовиків, яка вибивала неправдиві свідчення від групи людей, схоплених ГУБОЗіК, яких побоями і погрозами змушували сказати на камеру, що їм заплатили координатори.
3 червня 2021 року на «ОНТ» вийшла передача за участю Романа Протасевича та директора телеканалу Марата Маркова, позначена як інтерв'ю Протасевича. Передача викликала масову критику і була розцінена багатьма як елемент тортур політичного ув'язненого.
3 вересня 2021 року у випуску новин на «ОНТ» у сюжеті про масове отруєння в мінській гімназії №3 говорилося, що отруєння сталося нібито через домашню їжу. Сюжет викликав масову критику серед дітей, батьків та вчителів.

## Підтримка пропаганді з боку Російської Федерації
Під час мирних масових акцій протесту проти передбачуваних фальсифікованих президентських виборів у 2020 році білоруських журналістів державних ЗМІ, які відмовились підтримати офіційні повідомлення про перемогу Лукашенка та операції проти демонстрантів, замінили російські співробітники, зокрема з «RT». Державні ЗМІ повідомляють, що опозиція погрожувала, що скоро шкільні уроки будуть проводитись лише білоруською мовою, хоча білоруси, оскільки більшість з них двомовні, не бачили загрози, заявила Ксенія Луцкіна, колишня кореспондентка Белтелерадіокомпанії. За словами німецької журналістки Керстін Гольм, маніпуляції, що демонструються в ЗМІ, проводяться від руки російських експертів. Державний мовник «Білорусь 1» показав кадри виступу лідера опозиції Марії Колеснікової у супроводі хору голосів, що кричали російською: «Уходи!» (укр. Геть!). Однак ці заклики протестного руху були спрямовані проти Лукашенка. «Білорусь 1» також повідомляла про сім'ю, яка перебувала в машині під час акцій протесту проти Лукашенко в Гродно та зазнала нападу ОМОНу, під час якої дитина отримала серйозні травми. Однак у звіті говориться, що з родиною сталася аварія.
Білоруську державну пропаганду підтримав російський пропагандистський канал «RT». «RT» показав відеозвернення співробітника ОМОНу, в якому стверджується, що молодий чоловік, який був побитий ОМОНом до несвідомого стану, був нетверезим та в стані наркотичного сп'яніння; цьому заперечив незалежний портал «TUT.BY», який опублікував висновок лікаря з протилежною інформацією.
Лукашенко подякував «RT» за допомогу у висвітленні акцій протесту після президентських виборів.
Після першої хвилі протестів у 2020 році білоруські державні телеканали за допомогою експертів в сфері ЗМІ з Росії не тільки узгодили свої дезинформаційні наративи з прокремлівськими ЗМІ, а й взяли ту ж тактику, наприклад, переслідуючи іноземних дипломатів.

## Наслідки
Починаючи з 2006 року керівники та провідні пропагандисти державних ЗМІ (Белтелерадіокомпанія, Загальнонаціональне телебачення («ОНТ»), «СТВ», «Радянська Білорусь», БелТА) неодноразово вносилися в «Чорний список ЄС», список спеціально позначених громадян і заблокованих осіб США, санкційні списки інших країн Великої Британії, Швейцарії. 
Через державну пропаганду багато журналістів вирішили залишити роботу в державних ЗМІ Білорусі влітку та восени 2020 р.. Наприклад, в цей період з «ОНТ» звільнилося близько чверті співробітників: не менше 80 з 300, навіть не дивлячись на погрози керівництва телеканалу до них у вигляді порушення кримінальних справ та насильницьких зникнень. У серпні більша частина колективу покинула радіо «Столиця».
Вихід продовжився і в 2021 році: у січні налічувалося понад 100 відкритих вакансій в Белтелерадіокомпанії, а за станом на червень від Белтелерадіокомпанії були розміщені вже 160 вакансій, від видавничого дому «Білорусь сьогодні» (газета «Радянська Білорусь» тощо) – 20.
22 грудня 2020 року Instagram видалив аккаунт Загальнонаціонального телебачення через численні скарги користувачів на агресивну пропаганду, недостовірну інформацію та контент, які розпалює ворожнечу.
10 червня 2021 року в Україні заборонили ретрансляцію «Білорусь-24», телеканалу, який розпалював національну ворожнечу та поширював дезінформацію.
30 червня 2021 року Белтелерадіокомпанію виключили з Європейської мовної спілки.